# L'Admirateur
Pour plus de détails, voir Fiche technique et Distribution.
L'Admirateur (Поклонник) est un film russe réalisé par Nikolaï Lebedev, sorti en 1999,.

## Fiche technique
- Photographie : Sergueï Matchilski
- Musique : Mikhaïl Smirnov
- Décors : Alim Matveïtchouk, Alexandre Ossipov
- Montage : Alla Strelnikova